# Noboribetsu
Noboribetsu (jap. 登別市 Noboribetsu-shi) – miasto w Japonii, na wyspie Hokkaido, nad Oceanem Spokojnym, w podprefekturze Iburi. Miasto ma powierzchnię 212,21 km². W 2020 r. mieszkało w nim 46 391 osób, w 20 885 gospodarstwach domowych  (w 2010 r. 51 526 osób, w 21 680 gospodarstwach domowych) .
Kurort uzdrowiskowy (gorące źródła mineralne) oraz ośrodek przemysłu chemicznego, cementowego i spożywczego. Nazwa miasta pochodzi z języka ajnuskiego, gdzie Nupuru-pet oznacza „mętną rzekę”.
Od momentu odkrycia gorących źródeł mineralnych w późnej epoce Edo, miejscowość stała się jednym z najczęściej odwiedzanych kurortów w Japonii. Po II wojnie światowej rozpoczął się proces industrializacji, który spowodował spadek znaczenia rolnictwa w miejscowej gospodarce. 1 sierpnia 1970 roku Noboribetsu-chō zostało przemianowane na Noboribetsu-shi.